# Anonychomyrma longiceps
Anonychomyrma longiceps é uma espécie de formiga do gênero Anonychomyrma.